# Francilienne
Cet article concerne une voie routière. Pour le nom relatif à l'Île-de-France, voir Francilien.
La Francilienne, anciennement connue sous le nom « rocade interdépartementale des villes nouvelles », désigne un ensemble d'autoroutes et de voies rapides faisant le tour de l'agglomération de Paris sur 160 kilomètres, desservant successivement Cergy-Pontoise, Roissy, Marne-la-Vallée, Sénart, Évry-Courcouronnes et Saint-Germain-en-Laye (la portion ouest n'a pas encore été aménagée en voie rapide), permettant ainsi de contourner Paris à une distance d'environ trente kilomètres. C'est le troisième niveau des voies de contournement de Paris, situé entre le boulevard périphérique et l'autoroute A86 d'une part, et le Grand contournement de Paris d'autre part, bien que ce dernier soit incomplet et trop éloigné de Paris pour être réellement considéré comme une rocade périphérique.

## Présentation

Le grand contournement de Paris (en noir), la Francilienne (en vert), l'A86 (en bleu) et le Périphérique (en orange).

En construction depuis le milieu des années 1970, la Francilienne est une voie express constituée de tronçons désignés sous diverses appellations (voir ci-dessous) qui doit permettre, à moyen terme, le contournement de Paris à une distance d'environ 25 kilomètres du centre de la capitale, en passant par l'ensemble des villes nouvelles.
L'État a décidé de poursuivre le bouclage de la Francilienne dans l'ouest parisien. Elle s'arrête pour l'instant en cul-de-sac à Cergy-Pontoise. Il reste à relier Méry-sur-Oise (Val-d'Oise) à l'A13 (Yvelines) puis à Saint-Quentin-en-Yvelines. La réalisation de ces quelques dizaines de kilomètres bouclerait ainsi cette autoroute, qui ferait alors le tour de la grande couronne francilienne.

### Section nord
La section nord de la Francilienne emprunte sur environ 40 kilomètres le tracé de la RN 184 ainsi que celui de la RN 104 jusqu'à  l'autoroute A1. Parallèlement à l'aménagement de la « section est » décrit ci-après, une bretelle A1 Paris est créée en direction de Cergy, sans pénétrer dans l'aéroport, comme celle existante, depuis l'origine, dans l'autre sens.

### Section est
La section est de la Francilienne emprunte principalement l'autoroute A104 entre l'autoroute A1 et la RN2 (mise en service le 15 novembre 2023), passe en tronc commun avec celle-ci, à l'est de Mitry-Mory au lieu de l'ouest comme à l'origine puis reprend le tronçon historique de l'autoroute A104 qui porte, dans les deux cas, le nom de Francilienne, débouchant ensuite sur l'autoroute A4,.

### Section sud
La section sud de la Francilienne, d'environ 50 kilomètres de longueur emprunte le tracé de la RN 104.

### Section ouest
À l'ouest, plusieurs tracés étaient proposés, suscitant débats et oppositions parmi les communes et riverains concernés.
Le 24 octobre 2006, le ministre de l'Équipement, Dominique Perben, a annoncé qu'il choisissait le « tracé vert », tracé médian (chacun des cinq tracés portait une couleur) qui chemine par Conflans-Sainte-Honorine, Achères et Poissy et évite la forêt de Saint-Germain-en-Laye. Il a cependant précisé que le tracé devrait être aménagé pour tenir compte des attentes des riverains avec la couverture de la voie lors de la traversée de Conflans et le franchissement de la Seine en tunnel à hauteur d'Achères. Une des critiques adressées contre ce tracé était qu'il franchissait trois fois la Seine (une seule fois pour les autres). Le financement sera assuré par l'État, c'est-à-dire sans péage. Le calendrier prévoyait[Quand ?] le début des travaux en 2011, pour une durée de quatre ans.
En août 2011, l'État décide de prolonger l'A104 jusqu'à Achères, par la suite, jusqu'à Orgeval et, un peu plus tard, d'Orgeval à l'A13. Une enquête publique doit être lancée pour commencer, sans calendrier précis.
Ce projet est fortement critiqué par les mairies des communes de Pierrelaye, Poissy, Carrières-sous-Poissy, Conflans-Sainte-Honorine, Achères, Méry-sur-Oise, Maurecourt, Villennes-sur-Seine, Saint-Germain-en-Laye et Jouy-le-Moutier.

## Tronçons ouverts

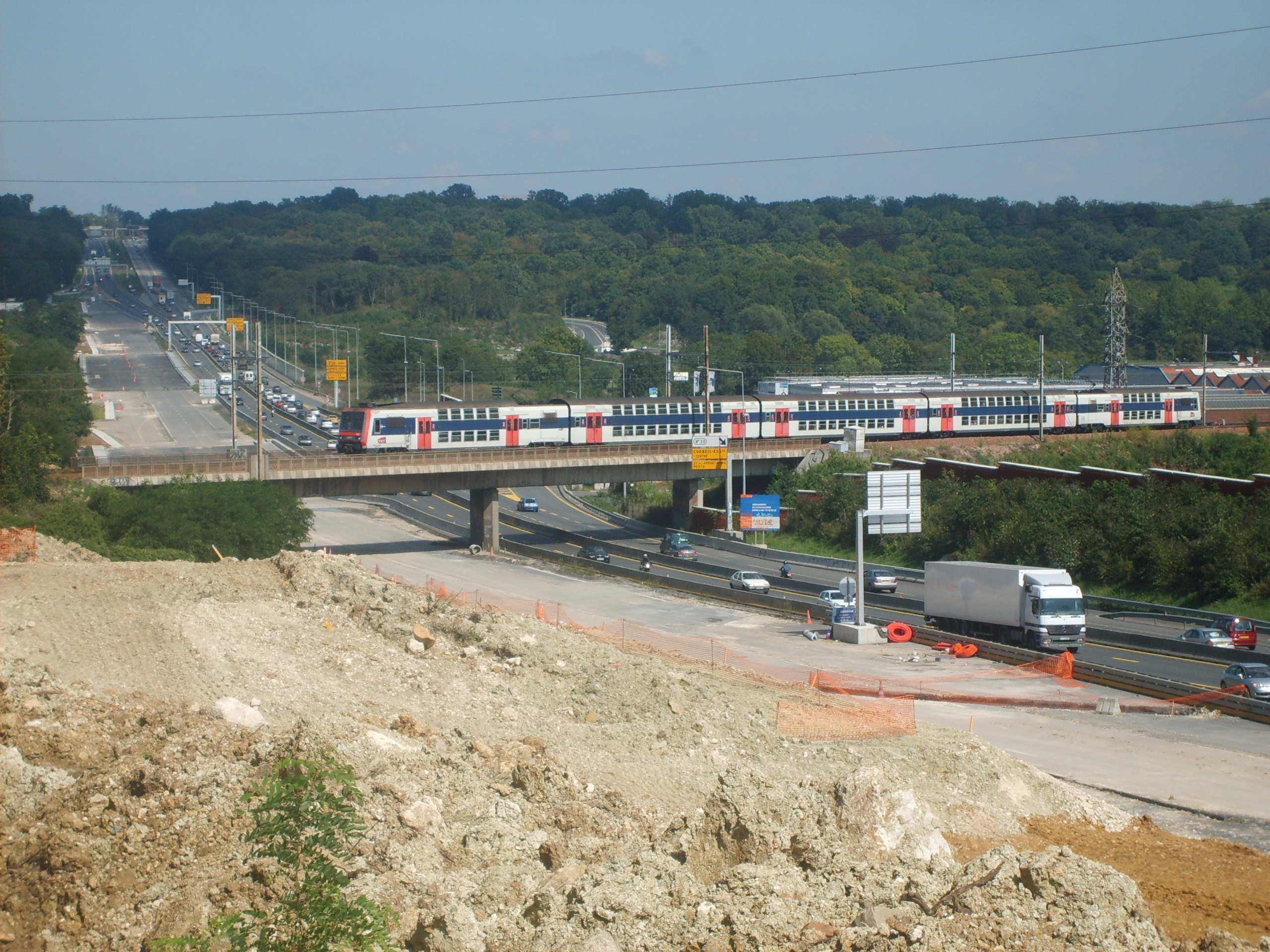
La RN104 en cours d'élargissement au niveau de la traversée de la Seine à Corbeil-Essonnes, en août 2007.

La Francilienne est actuellement (2023) composée de tronçons des routes et voies rapides suivantes :
- N 184, de Méry-sur-Oise à Villiers-Adam ;
- N 104, de Villiers-Adam à Épiais-lès-Louvres ;
- A104, de Épiais-lès-Louvres à Compans ;
- N 2, de Compans à Mitry-Mory ;
- A104, de Mitry-Mory à Croissy-Beaubourg ;
- A4, de Croissy-Beaubourg à Lognes ;
- N 104, de Lognes à Marcoussis.

## Sorties

### Section nord-ouest(A115 - RN 104)(RN 184)
- Échangeur entre RN 184 et A115 (échangeur de Méry-sur-Oise) : Paris - Porte Maillot, Argenteuil (A15), Taverny, Bessancourt
- 86 Méry-sur-Oise (RD 928) : Auvers-sur-Oise, Méry-sur-Oise, Frépillon
- 87 Frépillon (RD 44) : Frépillon, Forêt de Montmorency
- 88 Villiers-Adam (RD 1) : Villiers-Adam, Mériel
- Échangeur entre RN 184 et RN 104 : Presles, L'Isle-Adam, A16 (de et vers RN 184)

### Section nord(RN 184 - A1)(RN 104)
- 89 Baillet-en-France (RD 3) : Baillet-en-France - centre, Bouffémont, Chauvry
- 90 La Croix Verte (RD 9 / RD 301) : Baillet-en-France - Z. A. E, Montsoult, Domont, Sarcelles, Viarmes
- Échangeur entre A16 et RN 104 : Calais, Amiens, Beauvais, L'Isle-Adam (de et vers A1)
- 91 Attainville : Attainville, Viarmes (de et vers A1)
  -  Aire de service d'Attainville (sens RN 184-A1)
- 93 Villiers-le-Sec (RD 9) : Villiers-le-Sec, Mareil-en-France, Belloy-en-France
- 94a/94b Mareil-en-France ( Échangeur entre RD 316 et RN 104) : 
  -  94a : Sarcelles, Le Mesnil-Aubry, Écouen
  -  94b : Chantilly, Luzarches
- 95 Fontenay-en-Parisis (RD 10) : Fontenay-en-Parisis, Mareil-en-France, Villiers-le-Bel, Goussainville
- 96 Marly-la-Ville (RD 10) : Marly-la-Ville (de et vers A1)
- 97 Louvres - Z. A. (RD 184) : Louvres - Gare
- 98 Louvres - centre (RD 317) : Senlis, Louvres, Gonesse, Le Bourget
- 99 Épiais-lès-Louvres (RD 212) : Roissy-en-France, Épiais-lès-Louvres, Zone Techniques - Aéroportuaires
- Échangeur entre A1, A104 et RN 104 : Lille, Paris - Porte de la Chapelle, Survilliers, Senlis (trois-quarts-échangeur)
  -  L'N104 devient l'A104

### Section Contournement Est de Roissy(A1 - RN 2)(A104)
Passage du département du Val-d'Oise au département de Seine-et-Marne
- 100 Le Mesnil-Amelot (RD 212) : Mauregard, Le Mesnil-Amelot, Moussy-le-Neuf, Ch-de-Gaulle - Zone centrale
- 101 Ch-de-Gaulle - est : Ch-de-Gaulle
- 102 Compans (RD 84) : Juilly, Tremblay-en-France, Centre commercial régional Aéroville, Ch-de-Gaulle - Zone Cargo
- Échangeur entre A104 et RN 2 : Soissons, Villepinte, Aulnay-sous-Bois, Dammartin-en-Goële, Saint-Mard

 A104 devient RN 2

### Section est(RN 2 - A4)(A104)
- Échangeur entre A170, A104 et RN 2 : Soissons, Dammartin-en-Goële, Z. I. Mitry-Compans, Aulnay-sous-Bois, Villepinte, Tremblay-en-France, Paris (A1), Lille, Ch-de-Gaulle, Amiens (A16)
  -  2 × 2 voies
- 5 Mitry-Mory : Villeparisis - Gare, Mitry-Mory
- 6a Villeparisis - centre : Bobigny, Villeparisis, P. A. de L'Ambrésis (quart-échangeur)
- 6b Meaux ( Échangeur entre A104 et RN 3) : Meaux, Claye-Souilly (demi-échangeur)
- 6 Villeparisis - centre : Bobigny, Villeparisis - sud (demi-échangeur)
- 7 Le Pin : Chelles - Courtry, Thorigny-sur-Marne, Villevaudé, Pomponne, Le Pin[N 1]
  -  Aire de service de Villevaudé (dans les deux sens)
- 8 Villevaudé : Meaux, Base de loisirs de Jablines (demi-échangeur)
  -  2 × 3 voies
- 9 Pomponne (RD 934) : Chelles - centre (demi-échangeur)
- Échangeur entre A104 et RD 934 : Marne-la-Vallée - Val de Lagny, Lagny-sur-Marne
- 10 Torcy : Val Maubuée - nord, Saint-Thibault-des-Vignes, Vaires-sur-Marne, Parc de loisirs de Torcy
- 11 Bussy-Saint-Martin : Val Maubuée - centre, Val de Bussy, Torcy, Collégien - centre, Centre commercial
- Échangeur entre A104 / A4 et RD 471 (échangeur de Collégien) : 
  - A4 : Metz, Nancy, Reims , Val d'Europe, Val de Bussy, Meaux, Paris - Porte de Bercy, Val Maubuée - Sud
  - RD 471 : Gretz-Armainvilliers, Tournan-en-Brie, Collégien - Z. A.

### Section Tronc Commun (A4/A104)
- 10.1 Val Maubuée - sud (sortie de l'A4) à 19 km : Marne-la-Vallée, Lognes, Z. A. E. Pariest, Croissy-Beaubourg

### Section sud-est(A4 - A5)(RN 104)
- Échangeur entre A4 / A104, RD 499 et RN 104 (échangeur de Lognes) : 
  - A4 : Paris - Porte de Bercy, Créteil, Noisy-le-Grand, Cité Descartes, Reims, Metz-Nancy, Lille (A1), Val d'Europe
  - RD 499 : Torcy, Noisiel, Val-Maubuée - centre, Marne-la-Vallée
- 13 Émerainville : Lognes, Émerainville, Val-Maubuée - sud, Croissy-Beaubourg, Z. A. E. Pariest
- 13.1 Croissy-Beaubourg : Croissy-Beaubourg (quart-échangeur)
  -  2x3 voies
- 14 Roissy-en-Brie : Pontault-Combault - Gare, Roissy-en-Brie - centre, Parc d'activité des Arpents, Parc d'activité de Pontillaut +  Aire de service de la Soubriarde (sens A5-A4)
  -  2x2 voies
- 15 Berchères : Pontault-Combault - centre (de l'A4) +  Aire de service des Berchères (sens A4-A5)
- 16 Pontault-Combault : Pontault-Combault - centre, Pontault-Combault - Z. A. Croix-Saint-Claude, Roissy-en-Brie - Morbras
- 17a/17b Bois Notre-Dame ( Échangeur entre RN 4 et RN 104) : 
  -  17a : Champigny-sur-Marne, Pontault-Combault - Pavé, La Queue-en-Brie, Chennevières-sur-Marne, Centre commercial
  -  17b : Nancy par RN, Ozoir-la-Ferrière
- 18 Lésigny : Lésigny - centre, Férolles-Attilly
- 19 Lésigny - sud : Lésigny - Réveillon, Santeny, Servon
- 20 Ferolles-Attilly : Ferolles-Attilly, Servon (de et vers A5) (demi-échangeur)
- 21 Brie-Comte-Robert - nord ( Échangeur entre RN 19 et RN 104) : Brie-Comte-Robert - Z. A. , Brie-Comte-Robert - centre, Créteil, Boissy-Saint-Léger, Servon
- 22 Brie-Comte-Robert - centre : Brie-Comte-Robert (de et vers l'A105) (demi-échangeur)
- 23 Évry-Grégy-sur-Yerre : Combs-la-Ville, Évry-Grégy-sur-Yerre (de et vers A5) (demi-échangeur)
- Échangeur entre A105 et RN 104 : Melun, Réau, Troyes (A5), Provins, Moissy-Cramayel, Cesson, Vert-Saint-Denis, Évry-Grégy-sur-Yerre
- 24 Combs-la-Ville : Combs-la-Ville, Moissy-Cramayel Parc de l'Ecopôle
- 25 Lieusaint : Combs-la-Ville, Lieusaint, Parc du Parisud

Passage du département de la Seine-et-Marne à celui de l'Essonne
- 26 Forêt de Sénart ( Échangeur entre RN 6 et RN 104) : Paris, Créteil, Brunoy, Épinay-sous-Sénart, Quincy-sous-Sénart

### Section sud(A5 - A6)(RN 104)

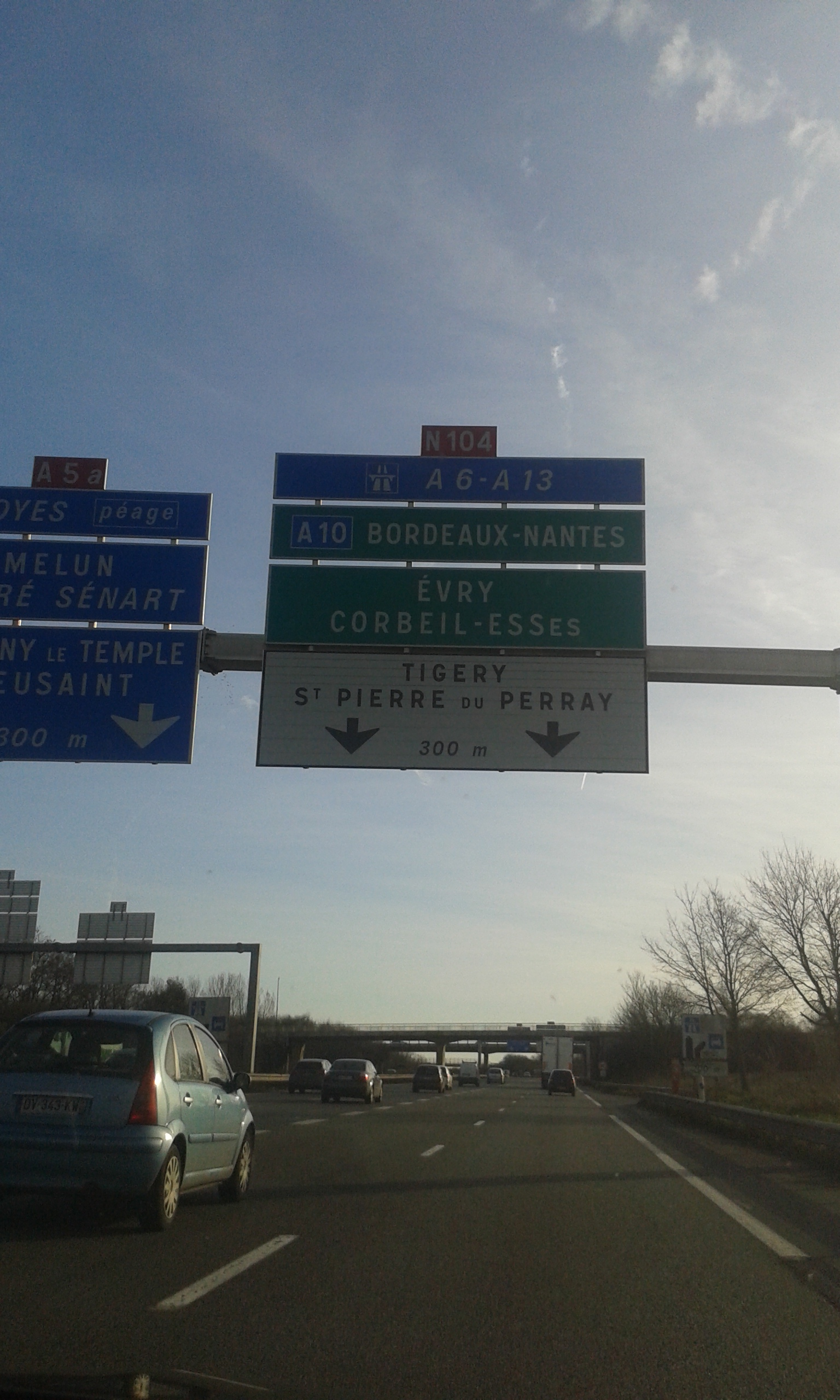
Panneau sur l'échangeur avec l'autoroute A5a.

- Échangeur entre A5a et RN 104 : Moissy-Cramayel, Carré Sénart, Savigny-le-Temple, Troyes, Lieusaint, Melun
- 27 Saint-Pierre-du-Perray : Tigery - Parc des Vergers, Saint-Pierre-du-Perray, Carré Sénart
- 28 Saint-Germain-lès-Corbeil : Tigery - Bourg, Saint-Germain-lès-Corbeil, Quincy-sous-Sénart, Brunoy
  -  2x4 voies
  -  Aires de service des Chevreaux (sens A5-A6),  de La Pointe Rigale (sens A6-A5)
- 29 Étiolles : Étiolles, Soisy-sur-Seine, Corbeil-Essonnes - Rive Droite
- 30 L'Apport-Paris : Évry-Courcouronnes, Corbeil-Essonnes - centre, Corbeil-Essonnes - Les Tarterêts, Z. I. de l'Apport-Paris, Ports
  -  2 voies vers A5 +  3 voies vers A6
- 32/32a/32b Corbeil-Essonnes ( Échangeur entre RN 7 et RN 104) : 
  -  32a : Évry-Courcouronnes - centre, Centre Hospitalier
  -  32b : Corbeil-Essonnes - Les Tarterêts, Corbeil-Essonnes - Les Coquibus
- 33 Lisses : Lisses, Corbeil-Essonnes - Les Coquibus, Évry-Courcouronnes, S.N.E.C.M.A.

### Section sud(A6 - A10/RN 118)(RN 104)
- Échangeur entre A6 et RN 104 : Paris - Porte d'Orléans, Lyon, Palaiseau, Fontainebleau, Lyon, Mennecy, Ris-Orangis, Grigny, Viry-Châtillon
  -  2x2 voies
- 34 Évry-Courcouronnes - centre : Évry-Courcouronnes (de et vers A5) (demi-échangeur)
- 35 Ris-Orangis (RN 449) +  Échangeur entre A6 (Paris) et RN 104) : 
  -  35 : Évry-Courcouronnes - Bois Sauvage
  - A6 : Ris-Orangis, Grigny, Viry-Châtillon, Paris, Palaiseau
- 36 Courcouronnes : Évry-Courcouronnes, Centre Hospitalier
- 37/37a/37b Bondoufle : Parc de Saint Eutrope, Bondoufle, Bois de L'Épine
- 38 Z. I. des Ciroliers :  Aire de service de Fleury (sens A10-A6)
- 39a/39b Fleury-Mérogis : 
  -  39a : Fleury-Mérogis, Grigny, Viry-Châtillon
  -  39b : Le Plessis-Pâté, Brétigny-sur-Orge - Z. I.
- 40 Sainte-Geneviève-des-Bois : Sainte-Geneviève-des-Bois, Le Plessis-Pâté, Z. I. La Croix Blanche
- 41 Saint-Michel-sur-Orge : Saint-Michel-sur-Orge - Montalons, Brétigny-sur-Orge - Rosières
- 42 Brétigny-sur-Orge : Brétigny-sur-Orge - centre, Saint-Michel-sur-Orge, Longpont-sur-Orge
- 43/43a/43b Arpajon ( Échangeur entre RN 20 et RN 104) : Paris - Porte d'Orléans, Orléans, Étampes par RN, Leuville-sur-Orge, Linas, Montlhéry, Arpajon, Marcoussis
  -  Aires de service du Fond des Prés (sens A10-A6),  de Beauvert (sens A6-A10)
- Échangeur entre A10, RN 118 et RN 104 : 
  - A10 : Paris (A6), Lille (A1), Z. A Courtabœuf - est, Palaiseau, Bordeaux, Orléans, Chartres, Nantes (A11)
  - RN 118 : Paris - Porte de Saint-Cloud, Versailles, Rouen (A13), Les Ulis, Boulogne-Billancourt, Les Ulis, Z. A Courtabœuf - ouest

La RN 104 devient la RN 118

## Section ouest(A115 - A13)(A104) (en projet)
Avant que le tracé vert (franchissements successifs de la Seine) soit choisi, en 2006, cinq tracés pour prolonger la Francilienne (N104 Ouest ou A104 Ouest) jusqu’à l’autoroute A13 étaient proposés dans le cadre du débat public : le tracé violet (grand contournement de Cergy-Pontoise jusqu’à Gargenville), le tracé noir (rénovation de la N184), le tracé rouge (franchissement de l'Oise et de la Seine), le tracé vert (desserte d'Achères) et le tracé bleu (traversée de la forêt de Saint-Germain-en-Laye).
La Francilienne doit être prolongée jusqu'à l'A13. Mais pour des raisons de budgets, l'ouverture ne se fera pas avant 2035 au plus tôt[réf. nécessaire].

Tronçon commun avec l'A13 depuis l'A12
- Échangeur entre A13 et A104 (de et vers A12) : Paris - Porte de Saint-Cloud, Versailles, Saint-Quentin-en-Yvelines (A12) (demi-échangeur) (projet)
- Échangeur entre A14 et A104 : (Paris - Porte Maillot, Nanterre, La Défense, Saint-Germain-en-Laye)  (en projet)
- Échangeur entre A13 et A104 (demi-échangeur ; de et vers A115) : (Caen, Le Havre, Rouen) , Orgeval (en projet)
- 76 Triel-sur-Seine (RD 190) : Triel-sur-Seine, Carrières-sous-Poissy (demi-échangeur ; de et vers l'A13) (en projet)
- 77 Chanteloup-les-Vignes (RD 55) : Chanteloup-les-Vignes, Vernouillet, Meulan-en-Yvelines, Les Mureaux, Carrières-sous-Poissy, Andrésy (en projet)
- 78 Achères - sud (RD 30) : Poissy, Achères (en projet)
- 79 Achères - centre (RD 30) : Achères (demi-échangeur ; de et vers l'A115) (en projet)
- 80 Conflans - Rive Gauche (RD 184) : Conflans-Sainte-Honorine, Saint-Germain-en-Laye, Forêt de Saint-Germain-en-Laye (en projet)
- 81 Conflans - centre (RD 48) : Conflans-Sainte-Honorine, Maurecourt (en projet)
- 82 Neuville-sur-Oise (RD 203) : Cergy, Neuville-sur-Oise, Conflans - nord (en projet)
- 83 Conflans - Z. A: Z. A Les Boutriers, Centre Aquatique (en projet)
- 84 Éragny (RD 184) : Pontoise, Saint-Ouen-l'Aumône, Éragny-sur-Oise, Jouy-le-Moutier (en projet)
- Échangeur entre A15 et A104 : Paris - Porte de Clichy, Cergy, Pontoise, Argenteuil, Rouen (par RN14), Dieppe (en projet)
- 85 Pierrelaye : Pierrelaye, Parc d'Activités Des Béthune (en projet)
- Échangeur entre A115, A104 et RN 184 (échangeur de Méry-sur-Oise) : Paris (A15), Taverny, Bessancourt (en projet)
- A104 devient N 184, N 104

## De l'A13 à l'A10 (projet abandonné)
Aucun projet n'est à l'ordre du jour pour prolonger la Francilienne entre l'A13 et l'A10 en raison de nombreuses zones naturelles protégées (plaine de Versailles et vallée de Chevreuse). Toutefois, pour rejoindre les deux extrémités de la Francilienne situées sur l'A13 et l'A10, il est possible d'emprunter l'A12 jusqu'à l'échangeur de Bois-d'Arcy, puis de prendre la N12 et continuer sur l'A86 en direction de Créteil jusqu'à l’échangeur de Vélizy-Villacoublay avec la N118. Puis on rejoint l'A10 et la section sud de la Francilienne via cette N118.

## Comparaison entre rocades
La longueur de la Francilienne, 160 km, peut être comparée à celle de l'autoroute britannique M25, rocade londonienne d'une longueur de 188 km ou à celle de l'autoroute allemande 10 ceinturant Berlin, qui mesure 196 km, ainsi qu'avec le 6e périphérique de Pékin, qui mesure 187,6 km.